# Liste des indications géographiques protégées italiennes

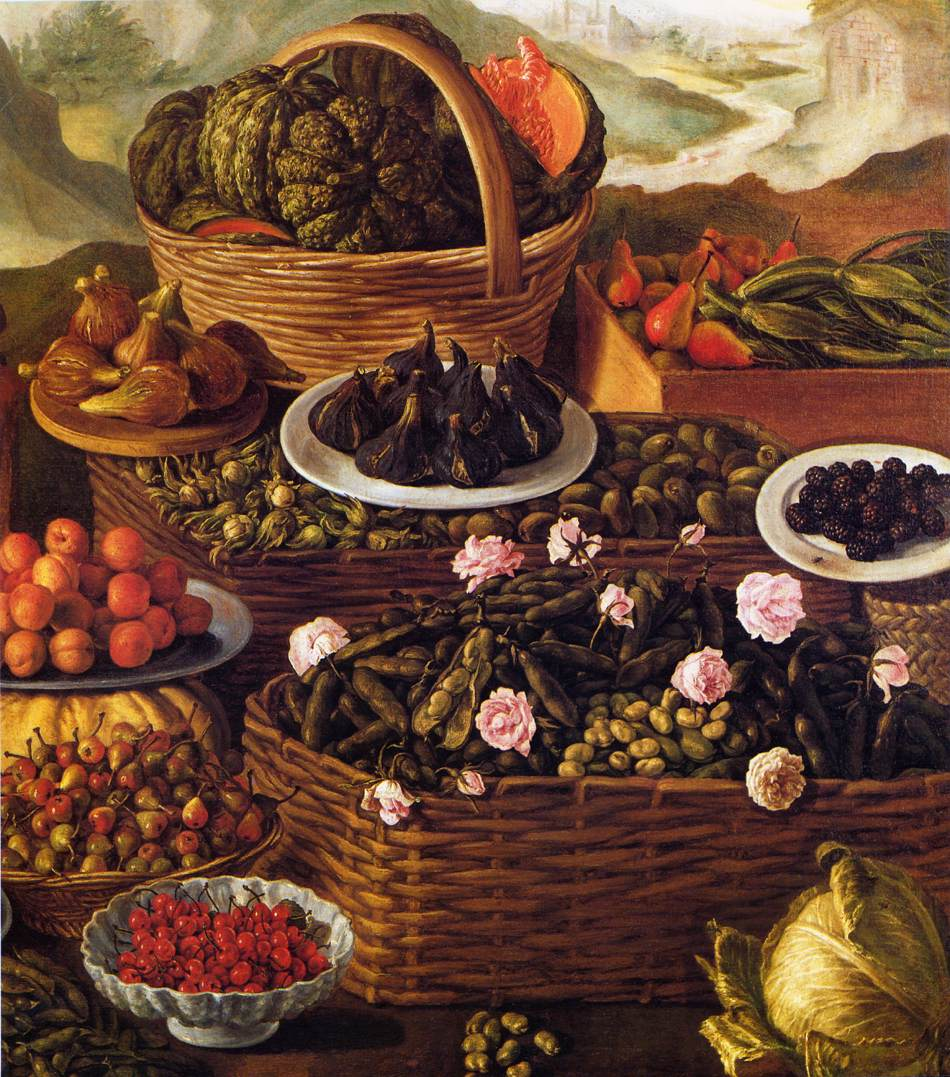
Détails d'une œuvre picturale (1580) de Vincenzo Campi.

Logo Carota Novella di Ispica IGP.

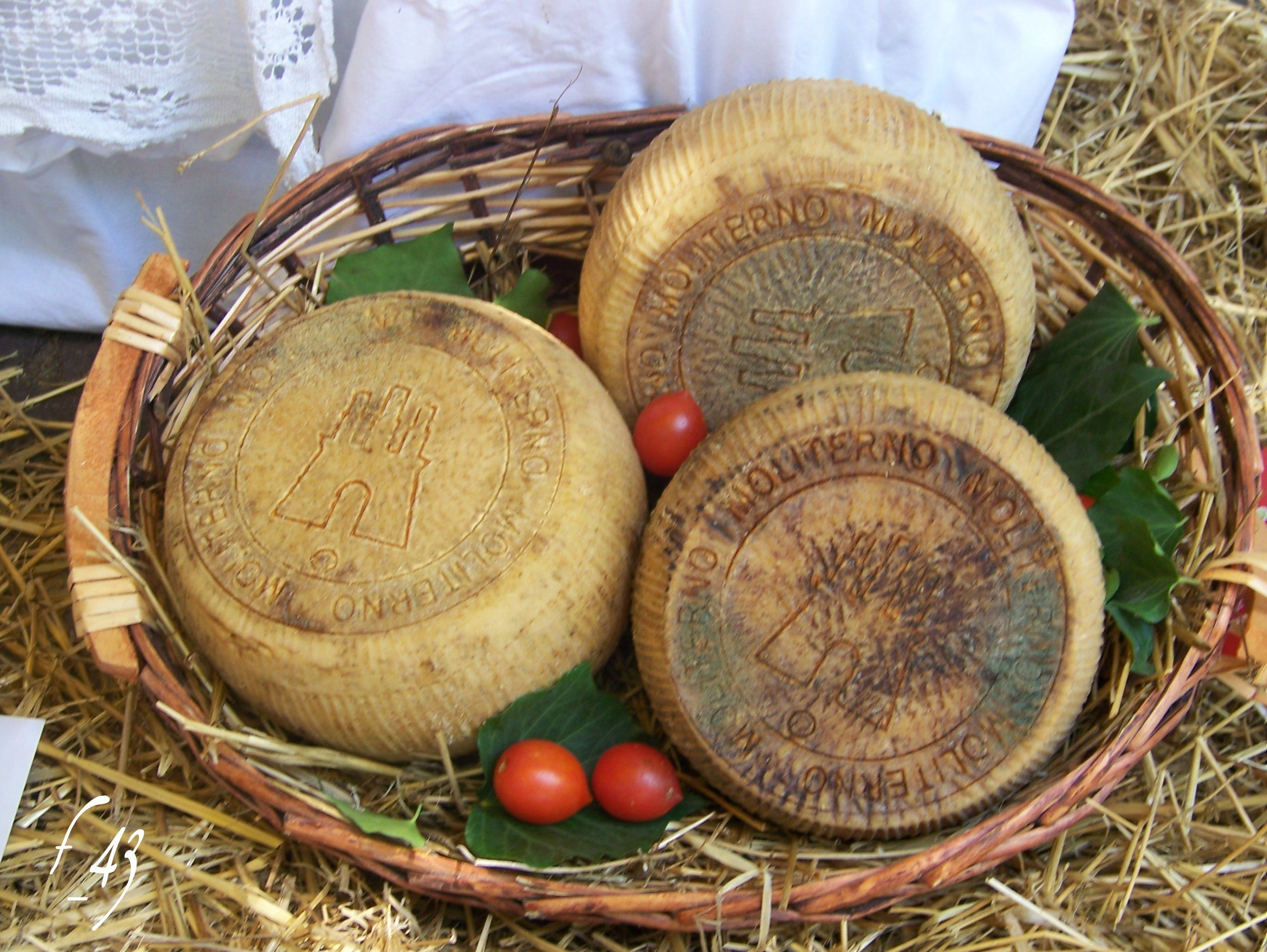
Le Canestrato di Moliterno.

Logo Limone di Rocca IGP.

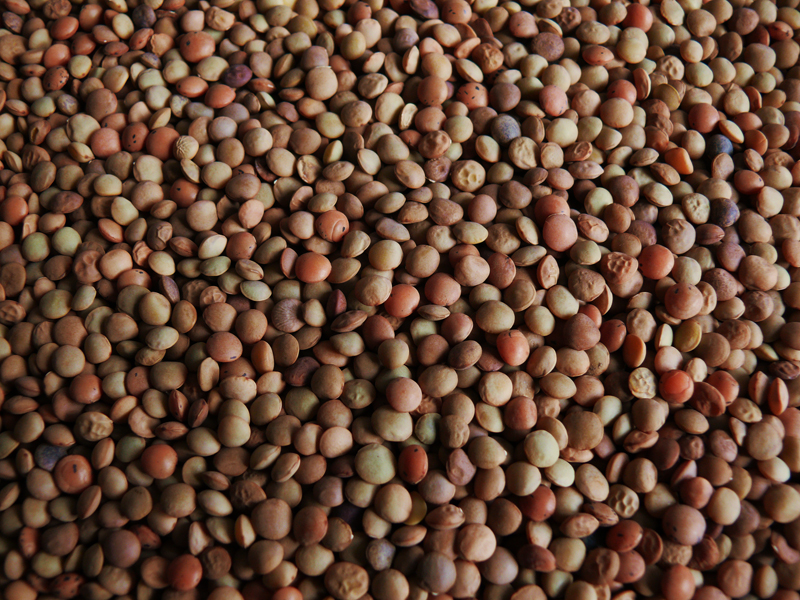
Lenticchia di Castelluccio di Norcia

Logo Panforte di Siena IGP.

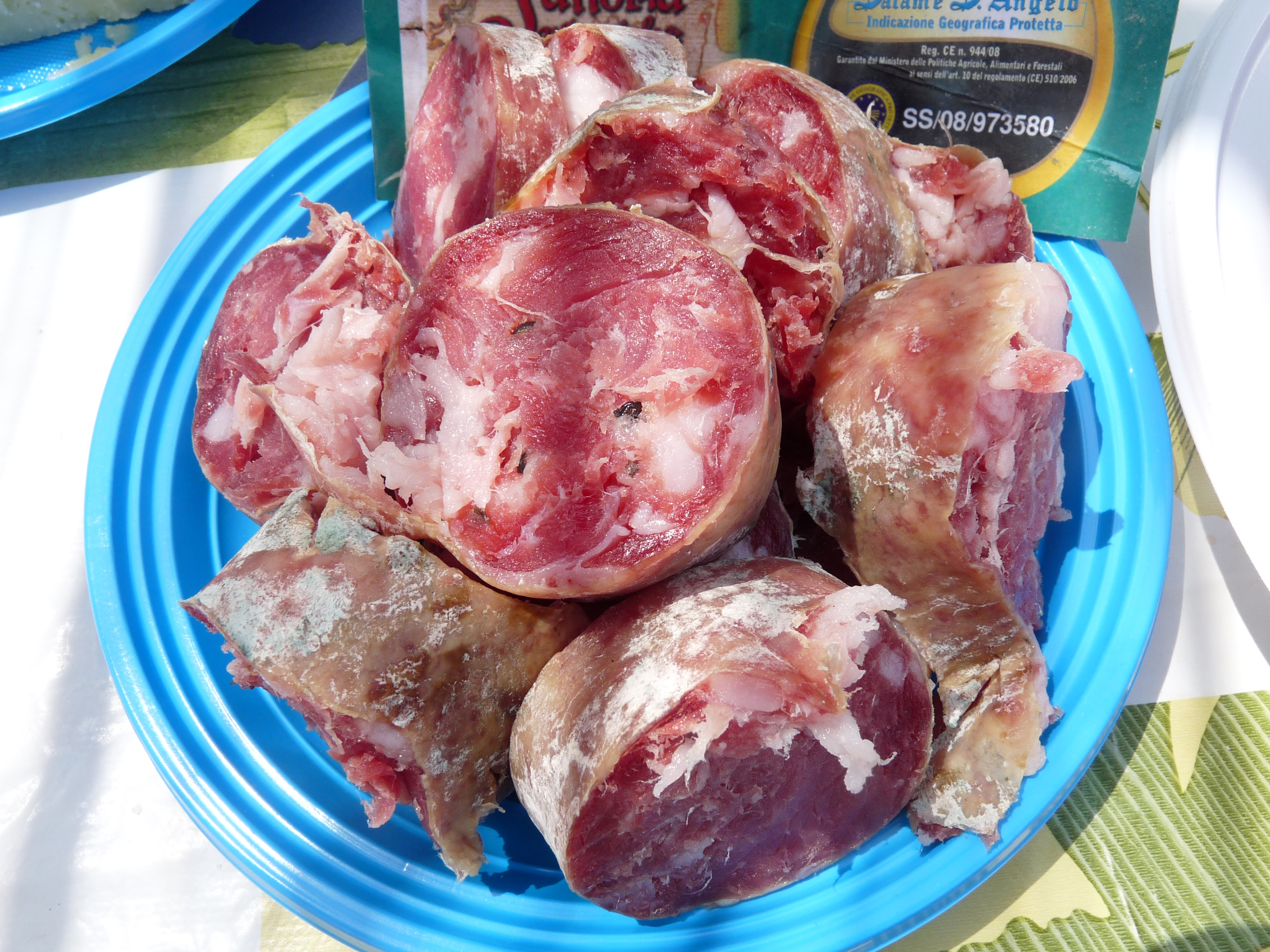
Salame Sant'Angelo (Sicile).

La liste des indications géographiques protégées italiennes, en abrégé IGP énumère alphabétiquement les produits agricoles et denrées alimentaires - liés à une zone géographique italienne - reconnus de qualité par la réglementation européenne.
- Abbacchio Romano
- Acciughe sotto sale del Mar Ligure
- Aceto Balsamico di Modena
- Agnello di Sardegna
- Amarene brusche di Modena
- Asparago di Badoere
- Asparago verde di Altedo
- Asparago bianco di Cimadolmo
- Arancia Rossa di Sicilia
- Arancia del Gargano
- Bresaola della Valtellina
- Canestrato di Moliterno
- Cappero di Pantelleria
- Carciofo Brindisino
- Carciofo di Paestum
- Carciofo Romanesco del Lazio
- Carne di Bufalo Campana
- Carota dell'Altopiano del Fucino
- Carota Novella di Ispica
- Castagna Cuneo
- Castagna del Monte Amiata
- Castagna di Montella
- Ciauscolo (it)
- Cipolla di Medicina
- Cipolla Rossa di Tropea Calabria
- Ciliegia di Marostica
- Clementine del Golfo di Taranto
- Clémentine de Calabre
- Coppia Ferrarese
- Coppa di Parma
- Cotechino Modena
- Fagiolo Cuneo
- Fagiolo di Lamon della Vallata Bellunese
- Fagiolo di Sarconi
- Fagiolo di Sorana
- Farro della Garfagnana
- Fungo di Borgotar
- Insalata di Lusia
- Kiwi Latinao
- Lardo di Colonnata
- Lenticchia di Castelluccio di Norcia
- Limone Costa d'Amalfi
- Limone Femminiello del Gargano (it)
- Limone Interdonato Messina Jonica
- Limone di Siracusa (it)
- Limone di Sorrento
- Marrone di Castel del Rio (it)
- Limone di Rocca Imperiale
- Maccheroncini di Campofilone
- Marrone del Mugello (it)
- Marrone di Roccadaspide
- Marrone della Valle di Susa
- Miele delle Dolomiti Bellunesi
- Melone Mantovano
- Mela Alto Adige
- Mela di Valtellina
- Melannurca Campana
- Mortadella Bologna
- Nocciola di Giffoni
- Nocciola del Piemonte / Nocciola Piemonte
- Pane casareccio di Genzano
- Pane di Matera
- Pasta di Gragnano
- Patata della Sila
- Patata dell’Alto Viterbese
- Peperoncino di Calabria
- Peperone di Senise
- Pera dell'Emilia Romagna
- Pera mantovana
- Pesca di Leonforte
- Pesca e nettarina di Romagna
- Pesca di Verona
- Pomodoro di Pachino
- Porchetta di Ariccia
- Prosciutto Amatriciano
- Prosciutto di Norcia
- Prosciutto di Sauris
- Radicchio di Chioggia
- Chicorée rouge de Trévise
- Radicchio Variegato di Castelfranco
- Radicchio di Verona
- Ricciarelli di Siena
- Riso del Delta del Po
- Riso Nano Vialone Veronese
- Salame Cremona
- Salame Felino
- Salame d'oca di Mortara
- Salame S. Angelo
- Sale Marino di Trapani
- Sedano Bianco di Sperlonga
- Speck dell' Alto Adige
- Speck friulano di Sauris
- Uva da tavola di Canicattì
- Uva da tavola di Mazzarrone
- Uva di Puglia
- Vitellone bianco dell'Appennino Centrale
- Zampone Modena